# Ентоні Флю
Ентоні Флю (англ. Antony Flew; 11 лютого 1923, Лондон — 8 квітня 2010) — британський філософ, спеціалізувався в аналітичній філософії і філософії релігії.

## Біографія
Закінчив лондонську Школу вивчення східних і африканських країн (SOAS), Лондонський університет, служив офіцером розвідки в Королівських ВПС. Після війни закінчив Коледж Святого Іоанна (Оксфорд), був аспірантом відомого вченого Гілберта Райла.
Викладацьку діяльність почав у коледжі Крайст-Черч при Оксфордському університеті. Відтак протягом 11 років викладав філософію в Університеті Абердіна і упродовж 12 років — у Keele University.
У 1973-1983 роках — професор філософії Редінгського університету. Вийшовши у відставку, протягом декількох років читав лекції на півставки в Йоркському університеті в Торонто.
Довгий час вважався одним із видних філософів-раціоналістів, одним з ідейних стовпів сучасного атеїзму, проте в 2004 році переглянув свої погляди і заявив, що Бог існує.
Обрав для себе світогляд атеїста ще в 15 років. Популярність в академічній сфері прийшла до нього в 1950 році після публікації однієї зі статей. Відносив себе до «негативних атеїстів», вважаючи, що богословські передумови не можуть бути ні підтверджені, ні спростовані досвідом. Цьому питанню він присвятив книгу «Теологія і фальсифікація», що стала однією із найбільш цитованих філософських робіт другої половини XX століття. Стверджував, що будь-філософський спір про Всевишнього повинен починатися з презумпції атеїзму, а існування Бога слід доводити.
Зміна світогляду філософа почалося з того, що він прийшов до висновку про правильність двох доказів буття Бога, запропонованих Фомою Аквінським — «від задуму» та «від першодвигуна». На його думку, результати досліджень біологами структури молекули ДНК показали неймовірну, незбагненну комплексність всіх її компонентів, необхідних для існування життя, й існування розуму, який і створив цю основу життя. Флю називав абсурдним твердження, що перша основа життя — жива клітина, що володіє незбагненною складністю побудови, — могла утворитись шляхом еволюціонування матерії без душі внаслідок якихось природних умов.
Втім, при цьому Флю зазначав, що його позиція є деїстичною і далекою від християнських або ісламських вірувань. Таку характеристику Бога могли б дати Аристотель, Джефферсон — сутність, яка стала першопричиною всесвіту, але при цьому не втручається в людські справи. Він також стверджував, що не вірить у життя після смерті. Але у своїй останній книзі він трохи в іншій формі описує релігійність: «Якщо ви хочете, щоб Всемогутність заснував релігію, то мені здається, що цей тандем [Ісус і святий Павло] є найкращим вибором». Його книга «Бог є» описує існування Вищого розуму як єдиний логічний феномен існування Всесвіту. У ній можна знайти також опис, на його думку, помилок книги Річарда Докінза, Деннета, Льюїса Уолперта, Сема Харріса і Віктор Стенджера. 

## Основні праці
- «Бог і філософія» (1966),
- «Еволюційна етика» (1967),
- «Введення в західну філософію» (1971),
- «Презумпція атеїзму» (1976),
- «Розумна тварина» (1978),
- «Атеїстичний гуманізм» (1993),
- «Шкода розчаровувати, але я все ще атеїст!» (2004),
- «Бог є: Як самий знаменитий у світі атеїст поміняв свою думку» (2007)